# Salpió
Salpió (en llatí Salpion, en grec antic Σαλπίον) fou un escultor atenenc de data desconeguda.
El seu nom es va trobar inscrit en una gran gerra de marbre de Paros, ben decorada amb figures en alt relleu, que representen a Hermes donant al nen Dionís a les nimfes per la seva educació. La gerra es va trobar a Cormia al golf de Gaeta i va ser usada com una font a la catedral de Gaeta fins que al segle xix va passar al Museu de Nàpols.